# Phlyctochytrium hirsutum
Phlyctochytrium hirsutum är en svampart som beskrevs av Karling 1968. Phlyctochytrium hirsutum ingår i släktet Phlyctochytrium och familjen Chytridiaceae.   Inga underarter finns listade i Catalogue of Life.